# Nachodka (Jamalsko-Nieniecki Okręg Autonomiczny)
Nachodka (ros. Находка) – wieś (sieło) w Rosji, w Jamalsko-Nienieckim Okręgu Autonomicznym, w rejonie tazowskim. W 2021 liczyła 1133 mieszkańców.